# Pectocarya dimorpha
Pectocarya dimorpha är en strävbladig växtart som beskrevs av Ivan Murray Johnston. Pectocarya dimorpha ingår i släktet Pectocarya och familjen strävbladiga växter. Inga underarter finns listade i Catalogue of Life.